# Hydaticus thermonectoides
Hydaticus thermonectoides är en skalbaggsart som beskrevs av Sharp 1884. Hydaticus thermonectoides ingår i släktet Hydaticus och familjen dykare. Inga underarter finns listade i Catalogue of Life.